# Championnat de Maurice de football 1998-1999
Navigation
Saison précédente Saison suivante
La saison 1998-1999 de Barclays League est la cinquante-septième édition de la première division mauricienne. Les neuf meilleures équipes du pays s'affrontent en matchs aller et retour. 
C'est le club de Fire Brigade SC qui a été sacré champion de Maurice pour la treizième fois de son histoire, devancant le tenant du titre Scouts Club (Port-Louis) d'un point.
Fire Brigade SC se qualifie pour la Ligue des champions de la CAF 2000.

## Les équipes participantes
| - Fire Brigade SC - Scouts Club - Sunrise Flacq United - Roche-Bois Boy Scouts - US Beau-Bassin/Rose Hill | - Cadets Club - Maurice Espoir (les moins de 21 ans) - Police Club - Faucon Noir |

## Classement
Le classement est établi sur le barème de points classique (victoire à 3 points, match nul à 1, défaite à 0).
| Rang | Équipe                       | Pts | J  | G  | N | P  | Bp | Bc | Diff |
| ---- | ---------------------------- | --- | -- | -- | - | -- | -- | -- | ---- |
| 1    | Fire Brigade SC              | 39  | 16 | 13 | 0 | 3  | 43 | 11 | +32  |
| 2    | Scouts Club (T)              | 38  | 16 | 12 | 2 | 2  | 46 | 15 | +31  |
| 3    | Sunrise Flacq United         | 35  | 16 | 11 | 2 | 3  | 50 | 24 | +26  |
| 4    | US Beau-Bassin/Rose Hill (P) | 24  | 16 | 7  | 3 | 6  | 26 | 25 | +1   |
| 5    | Cadets Club                  | 24  | 16 | 8  | 0 | 8  | 25 | 42 | -17  |
| 6    | RBBS/St.Martin               | 22  | 16 | 6  | 4 | 6  | 26 | 32 | -6   |
| 7    | Faucon SC                    | 10  | 16 | 2  | 4 | 10 | 15 | 29 | -14  |
| 8    | Maurice Espoir               | 7   | 16 | 1  | 4 | 11 | 12 | 41 | -29  |
| 9    | Police Club                  | 6   | 16 | 1  | 3 | 12 | 12 | 36 | -24  |

| Légende : Qualifications et relégations | Légende : Qualifications et relégations                                        |
| --------------------------------------- | ------------------------------------------------------------------------------ |
|                                         | Qualification pour la Ligue des champions de la CAF 2000                       |
|                                         | Qualification pour la Coupe d'Afrique des vainqueurs de coupe de football 2000 |
|                                         | Relégué en deuxième division                                                   |
|                                         | (T) : Tenant du titre (C) : Vainqueur de la Coupe de Maurice (P) : Promu de D2 |

## Bilan de la saison
| Championnat de Maurice de football 1998-1999             |                                               |
| Champion                                                 | Fire Brigade SC (13e titre)                   |
| Coupes et trophées                                       |                                               |
| Vainqueur de la Coupe de Maurice 1998-1999               | Abandon                                       |
| Qualifications continentales                             |                                               |
| Ligue des champions de la CAF 2000                       | Fire Brigade SC devenant AS de Vacoas-Phoenix |
| Coupe d'Afrique des vainqueurs de coupe de football 2000 | Aucun                                         |
| Promotions et relégations                                |                                               |
| Promus en Barclays League                                | ?                                             |
| Relégués en First League                                 | ?                                             |

## Conséquences de cette saison
À la fin de la saison 1998-1999, tous les clubs avec des références ethniques ou religieuses sont obligés de reconstruire un club sur une base régionale pour la saison suivante, à cause de la violence lors des matchs, sur les instructions du gouvernement.
Les équipes de Police Club et de Scouts Club sont dissous.